# Carl Eiríksson
Carl Johan Eiríksson (ur. 29 grudnia 1929 w Reykjavíku, zm. 12 czerwca 2020) – islandzki strzelec, olimpijczyk.
Był jedynym reprezentantem Islandii w strzelectwie na igrzyskach olimpijskich w 1992 (Barcelona). Wystąpił wówczas jedynie w eliminacjach konkurencji: karabin małokalibrowy leżąc, 50 m. Zajął w nich 50. miejsce, wyprzedzając bezpośrednio tylko Norberta Sturny’ego (Szwajcaria) i Satiendera Sehmiego (Kenia).
Eiríksson był najstarszym sportowcem biorącym udział w igrzyskach olimpijskich w Barcelonie (w chwili startu miał ukończone 62 lata i 213 dni). Jest on również najstarszym Islandczykiem w historii, który kiedykolwiek wziął udział w igrzyskach olimpijskich.

## Wyniki olimpijskie
| Igrzyska | Konkurencja                       | Wynik                                                                  | Miejsce | Źródło |
| -------- | --------------------------------- | ---------------------------------------------------------------------- | ------- | ------ |
| IO 1992  | Karabin małokalibrowy leżąc, 50 m | Kwalifikacje (nie awansował do finału): 583 punkty (96-97-98-98-99-95) | 50      | [ 2 ]  |